# Tofu
Tofu (em chinês : 豆腐, tōfu) é um alimento produzido a partir da soja. Tem uma textura firme parecida com a do queijo e serve como outra alternativa para carne, tendo sabor delicado. Possui cor branca cremosa e apresenta-se normalmente sob a forma de blocos. 
O alimento é originário da China mas é muito comum também na alimentação japonesa e coreana. O processo de fabricação a partir do leite de soja é muito similar ao do queijo fabricado a partir de leite, tendo também a mesma consistência. É por isso também conhecido por queijo de soja. 
Tem um sabor suave e por isso é geralmente usado em receitas relativamente simples. Na culinária asiática o tofu é usado em todo os tipos de receitas, tanto doces como salgadas. Pode ser comido cru, frito, cozido em sopas ou em molhos, cozido a vapor, recheado com diferentes ingredientes ou fermentado como picles. 
Nutricionalmente tem um conteúdo proteico muito rico e por isso é usado no Ocidente como substituto da carne por vegetarianos. Os coagulantes mais utilizados são cloreto de magnésio e nigari. É possível também coagular a proteína de soja com limão ou vinagre, porém estes alteram o sabor do tofu, além de não serem tão eficazes. Outra possibilidade é usar cloreto de cálcio.